# Jacqueline Börner
Jacqueline Börner (Wismar, 30 marzo 1965) è un'ex pattinatrice di velocità su ghiaccio tedesca.

## Palmarès

### Olimpiadi
- Oro a Albertville 1992 nei 1 500 metri.

### Mondiali - Completi
- Oro a Calgary 1990.

### Europei
- Argento a Heerenveen 1990.
- Bronzo a Groningen 1987.
- Bronzo a Berlino Ovest 1989.